# Pietro Tribuno
Pietro Tribuno o Trundomenico (prima metà del IX secolo – 910 o 911) fu doge del Ducato di Venezia dall'887/888 al 910/911.

## Biografia
Notizie sul suo conto si hanno a partire dall'elezione a doge, avvenuta tra la fine dell'887 e l'inizio dell'888 in sostituzione di Giovanni II Partecipazio (che era tornato brevemente al potere nell'autunno dell'887 dopo la morte di Pietro I Candiano).
Nei documenti contemporanei è citato semplicemente come Petrus dux. Il cognome Tribuno o Trundomenico gli è stato attribuito dalla storiografia a partire da Giovanni Diacono, secondo il quale Pietro era figlio di un tribuno Domenico e di un Agnella, quest'ultima nipote del doge Pietro Tradonico. Va precisato che una famiglia Trundomenico è effettivamente attestata nella documentazione fino al XII secolo, ma non è possibile trarre informazioni su eventuali rapporti di parentela.
Dopo secoli in cui una fazione politica prevaleva sulle altre imponendo il proprio doge, Pietro fu il primo doge ad essere eletto tramite un placito cui presero parte le maggiori autorità laiche ed ecclesiastiche, nonché gli abitanti della capitale divisi per ceto sociale.
Rompendo con i predecessori, il Tribuno si preoccupò di mantenere un atteggiamento pacifico con le altre potenze, tanto che Giovanni Diacono definì il suo dogato «un'era di pace e di splendore».
Con il Regno d'Italia e il Sacro Romano Impero rinnovò il Pactum Lotharii che da decenni regolava i rapporti tra Venezia e l'Occidente. In particolare, il 7 maggio 888 Berengario del Friuli confermava quando già stabilito, aggiungendovi solo un censo annuo di 25 lire pavesi richiesto dai Veneziani come ricognizione di diritti di uso e di benefici dei traffici svolti da questi nel Regno. In seguito, il 20 giugno 891 il successore Guido II da Spoleto accolse in parte quanto richiesto dagli ambasciatori del doge, stilando con maggior precisione le procedure da seguire in caso di contrasti sulle proprietà veneziane, riconoscendo inoltre al doge il diritto di perseguire i propri cittadini che si erano rifugiati oltre confine.
Buone relazioni si ebbero anche con l'Impero Bizantino, da cui formalmente dipendeva il Ducato, e Tribuno ricevette il titolo di protospatario durante il regno di Leone VI il Saggio.
Nemmeno con gli Slavi, che da anni infestavano le coste dalmate ostacolando i traffici veneziani, si ravvisarono tensioni.
Questo periodo di stabilità venne meno nell'899, quando l'entroterra veneto fu devastato dalla discesa degli Ungari. Dopo essere riusciti a colpire anche il Ducato saccheggiando alcune località costiere, essi puntarono verso la capitale ma, a causa della loro inesperienza in mare, furono respinti da una flotta allestita dal doge. Al termine della guerra, Tribuno mise mano alle conseguenze lasciate dagli invasori: nel febbraio del 900 fece convocare un placito che concesse esenzioni e confermò privilegi al monastero di Santo Stefano di Altino, danneggiato dall'incursione.
Degli anni seguenti non si hanno notizie degne di nota. Va segnalato che durante il suo governo si assisté a un importante sviluppo edilizio della futura Venezia: in particolare, vennero potenziate le strutture difensive, realizzando una muraglia che collegasse il castello di Olivolo fin oltre San Marco e bloccando l'accesso al bacino di San Marco mediante una catena che attraversava il canale della Giudecca; per quanto riguarda le costruzioni civili, in questi anni fu eretto il campanile di San Marco e cominciarono ad essere collegate tra loro le varie isole dell'arcipelago realtino, gettando le basi per la nascita della futura Venezia.
Morì nel 910 o nel 911 e fu sepolto nella chiesa di San Zaccaria. Sappiamo che ebbe due figli, Domenico e Pietro: il primo diventò patriarca di Grado l'altro, che forse premorì al padre, ebbe un figlio, anch'egli di nome Pietro, che fu eletto vescovo di Olivolo.